# For the Love of Strange Medicine
For the Love of Strange Medicine è il secondo album del cantante statunitense Steve Perry, pubblicato nel 1994.

## L'album
Dopo dieci anni dal primo disco solista, Perry tornò sul panorama musicale con quest'album. Il primo singolo estratto fu You Better Wait, che venne trasmesso ripetutamente in radio ed entrò nella 30 Top Ten USA. Il secondo singolo fu Missing You, che non ottenne altrettanto successo.

## Tracce
1. "You Better Wait" (Perry, Lincoln Brewster, Paul Taylor, Moyes Lucas, John Pierce, George Hawkins) - 4:51
2. "Young Hearts Forever" (Perry, Clif Magness) - 4:43
3. "I Am" (Perry, Taylor, Brewster) - 4:54
4. "Stand Up (Before It's Too Late)" (Perry, Brewster, Taylor, Lucas, Larry Kimpel) - 4:49
5. "For the Love of Strange Medicine" (Perry, Taylor, Lucas, Brewster) - 5:52
6. "Donna Please" (Perry, Taylor, Stephen Bishop) - 4:02
7. "Listen to Your Heart" (Perry, Taylor, Brewster, Lucas) - 3:31
8. "Tuesday Heartache" (Perry, Magness, Taylor, Brewster, Lucas) - 6:00
9. "Missing You" (Perry, Tim Miner) - 3:48
10. "Somewhere There's Hope" (Perry, Taylor, Brewster, Lucas) - 6:05
11. "Anyway" (Perry, Miner) - 4:20
12. "If You Need Me, Call Me" (Steve Perry, Craig Krampf, Richard Michaels, Steve DeLacey) - 5:50 *
13. "One More Time" (Perry, Brewster) - 3:32 *
14. "Can't Stop" (Perry, Randy Goodrum, Michael Landau) - 4:08 *
15. "Friends of Mine" (Perry, J. Leo, Goodrum, Krampf) - 3:30 *
16. "Missing You (Live in San Francisco 12/9/94)" (Perry, Miner) - 4:13 *

- Le tracce 12 - 16 sono bonus track inserite nella versione rimasterizzata del 2006.
- La traccia 12 è una registrazione del 1994 di una canzone scritta all'epoca degli Alien Project.

## Musicisti
- Steve Perry - voce
- Lincoln Brewster - chitarra, voce aggiuntiva
- Paul Taylor- tastiere, voce aggiuntiva
- Moyes Lucas - batteria, voce aggiuntiva
- Larry Kimpel - basso in "You Better Wait", "Young Hearts Forever", "Stand Up", "Somewhere There's Hope"
- Mike Porcaro - bass on "Young Hearts Forever", "I Am", "For the Love of Strange Medicine", "Donna Please", "Listen to Your Heart"
- Phil Brown - basso in "Tuesday Heartache"
- Jeremy Lubbock, James Barton, Phil Brown - arrangiamenti degli string in "I Am"
- Tim Miner - basso, piano, tastiera e voce aggiuntiva in "Missing You", bass & piano on "Anyway"
- Larry Dalton - arrangiamenti degli strings in "Missing You"
- Dallas Symphony Orchestra - strings on "Missing You"
- Michael Landau - chitarre in  "Anyway"

## Videoclip
1. "You Better Wait"
2. "Missing You"